# Campylium chrysophyllum
A Campylium chrysophyllum egy pleurocarp lombosmoha faj az Amblystegiaceae családból.

## Megjelenése
A Campylium chrysophyllum laza, zöldes, sárgászöldes fényes gyepet alkotó mohafaj. A felszínen kúszó hajtása vékony, szabálytalanul elágazó. Levelek szárazon és nedves is a szártól elállók. A levél alapja szív alakú és hosszú hegybe fut ki a levéllemez. A levél alap néha fogazott szélű, de nem mindig. A levélér általában egyszerű, a levél közepéig ér, vagy ritkán rövidebb kétágú. Vannak parafilium: ezek levélszerűek, de kicsik. Az oldalhajtás levelei kisebbek mint a főhajtás levelei. A levélsejtek a levél közepén 6-8 mikrométer szélesek, 4- 8-szor olyan hosszabbak szélességüknél. A levél sarkoksejtjei körülbelül 10 mikrométer nagyságúak, négyzet alakúak.
Ez  faj kétlaki, spóratokot csak ritkán fejleszt. A seta 2,0- 2,5 cm hosszú, vörös színű, a tok majdnem hengeres, kissé ívelt, a fedele tompa végű. A spórák 10-15 mikrométer átmérőjűek.

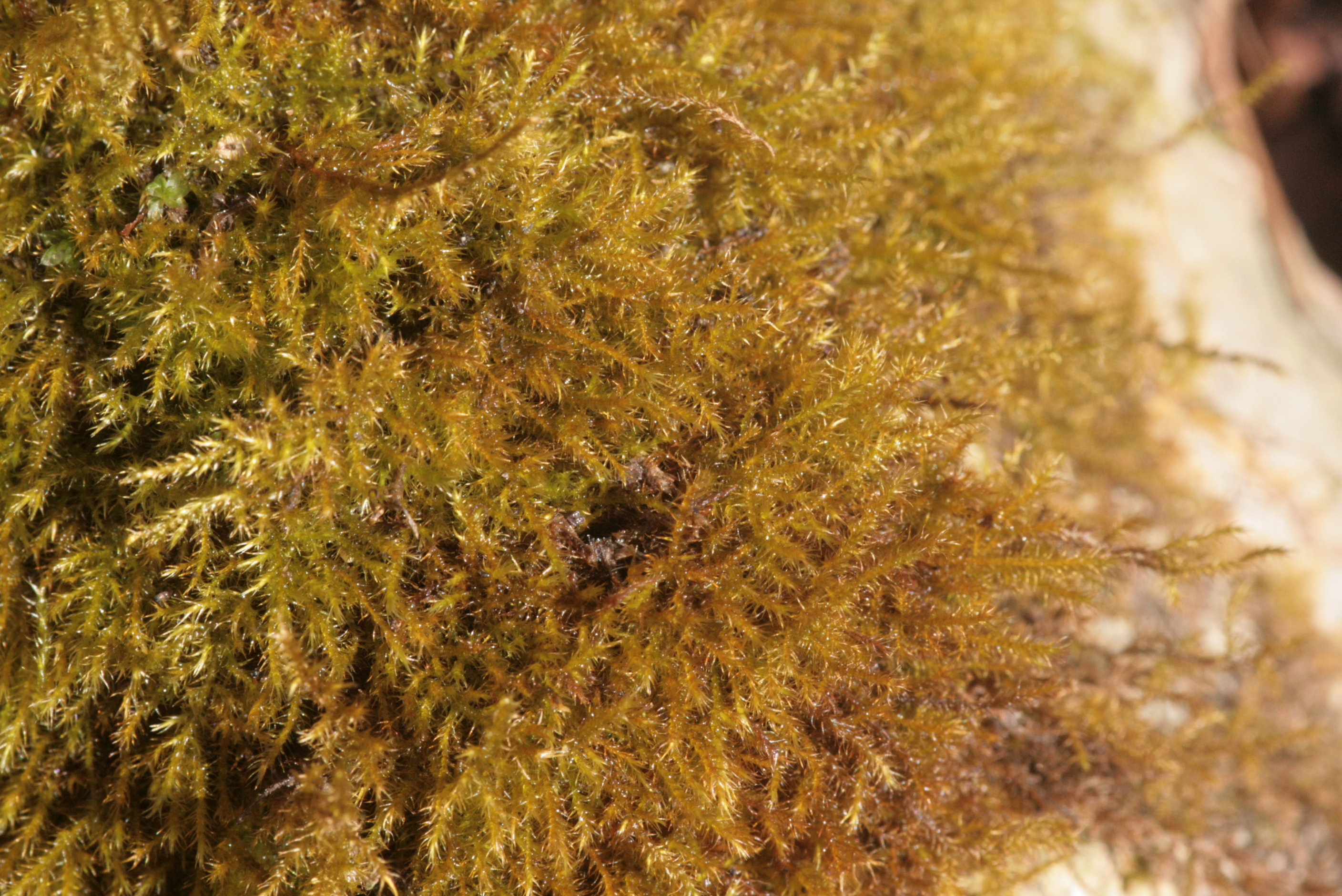
Habitus kép mészkősziklán
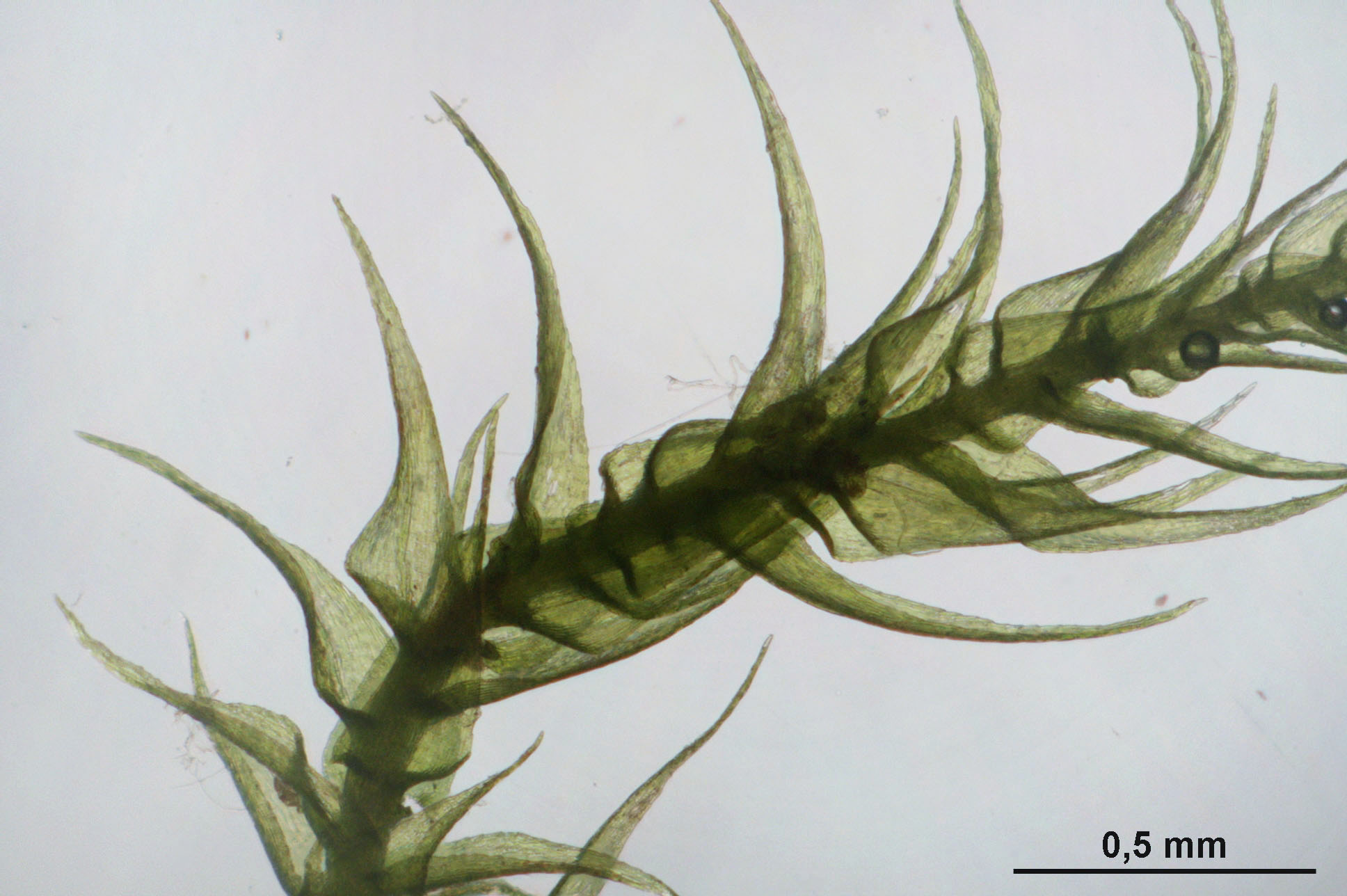
Kis nagyítású mikroszkópos kép a hajtásról
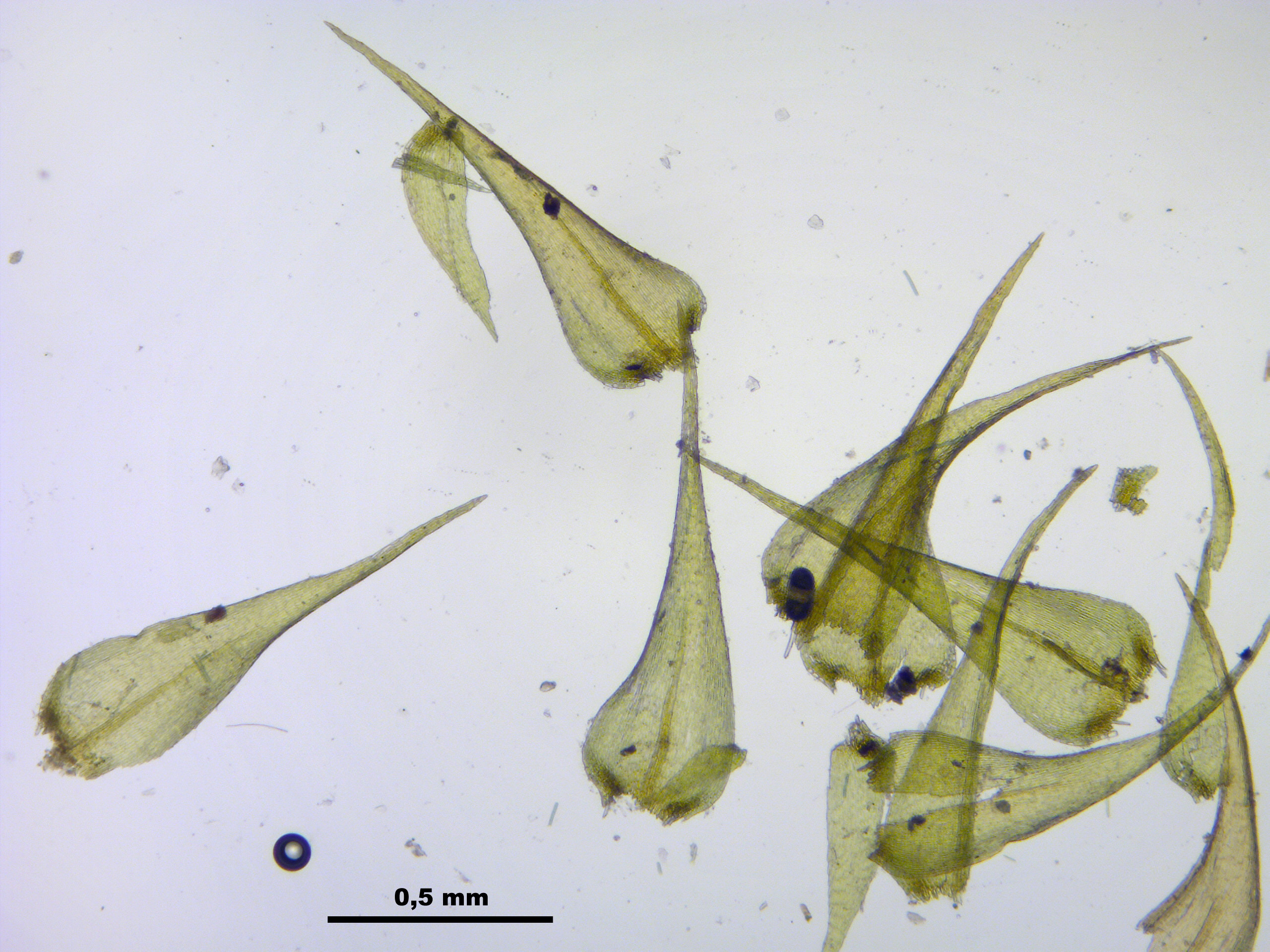
A levélér csak a levél közepéig ér
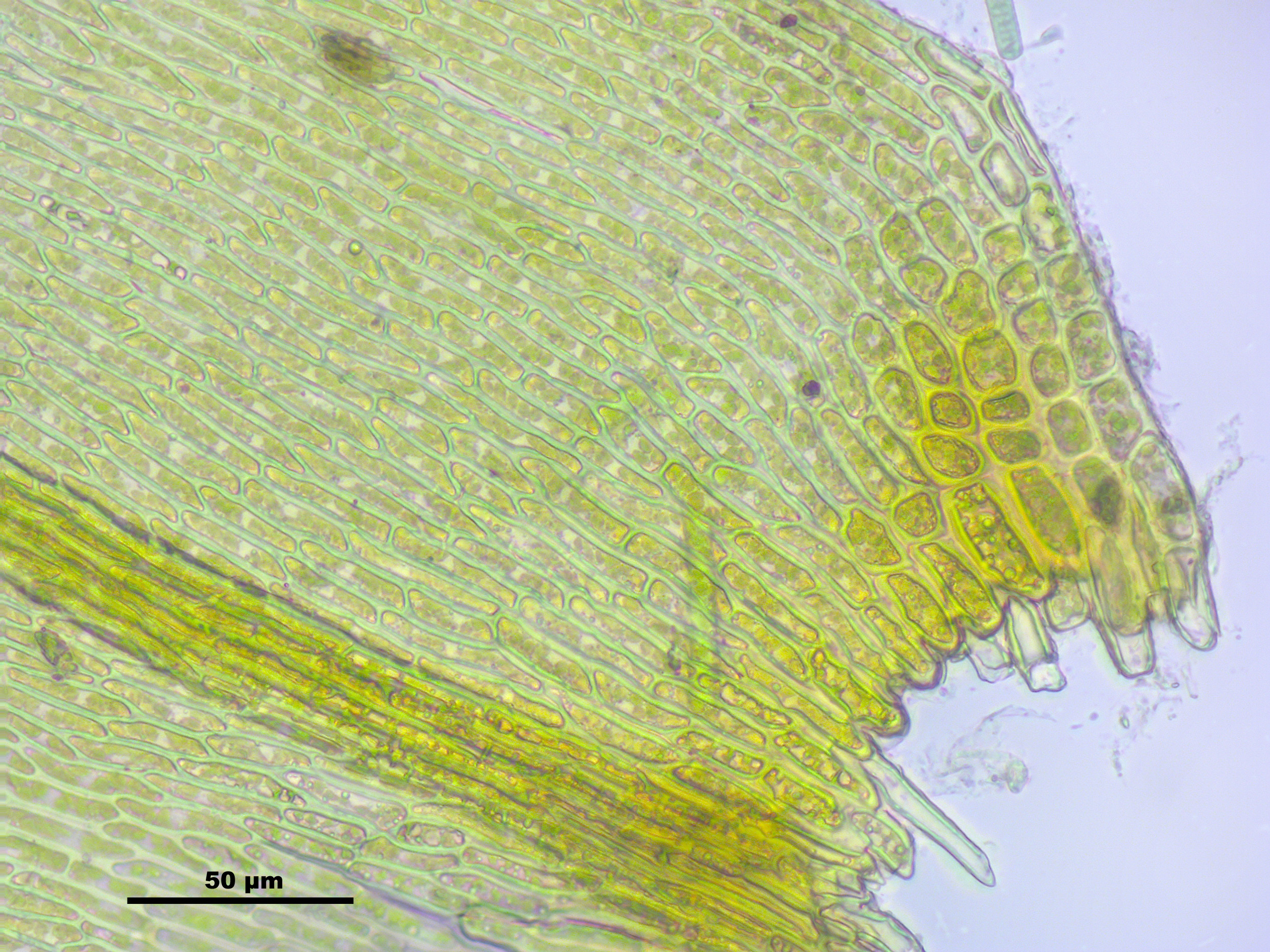
A levelek saroksejtjei négyszögletesek

## Elterjedése és élőhelye
Campylium chrysophyllum elterjedt faj az Északi féltekén:  Európában, Ázsiában (kivéve, Délkelet-Ázsia), Észak-Afrikában, Észak-Amerikában is előfordul, de Dél-Amerikában is megtalálható. A meszes, mészköves élőhelyeket kedveli. Európában gyakorinak számít. Magyarországon is közönséges faj.
A mérsékelten száraz, kitett meszes talajon él vagy ritkán mészkősziklákon is előfordul. Napos vagy fél-árnyékos helyeken is megél, például a félszáraz gyepeken, vagy a nyílt, sziklás erdőkben. Ritkán meszes talajú mocsarak szélén is előfordul. Magyarországon elterjedt faj. Országos vörös listás besorolása: nem fenyegetett (LC).

## Internetes hivatkozások
- BBS Field Guide - Campyliadelphus chrysophyllus (Angol oldal)

- Swiss Bryophytes - Campyliadelphus chrysophyllus (Svájci oldal)

- Bildatlas Moose - Campylium chrysophyllum (Német oldal)

## Fordítás
Ez a szócikk részben vagy egészben  a   Campylium chrysophyllum című német Wikipédia-szócikk ezen változatának fordításán alapul.  Az eredeti cikk szerkesztőit annak laptörténete sorolja fel. Ez a jelzés csupán a megfogalmazás eredetét és a szerzői jogokat jelzi, nem szolgál a cikkben szereplő információk forrásmegjelöléseként.